# Carlos Miguel da Silva Júnior
Carlos Miguel, właśc. Carlos Miguel da Silva Júnior (ur. 12 czerwca 1972 w Bento Gonçalves) – brazylijski piłkarz, występujący podczas kariery na pozycji ofensywnego pomocnika.

## Kariera klubowa
Carlos Miguel rozpoczął piłkarską karierę w Grêmio Porto Alegre w 1993 roku. Z Gremio zdobył mistrzostwo Brazylii 1996, Puchar Brazylii w 1994, 1997, mistrzostwo stanu Rio Grande do Sul – Campeonato Gaúcho w 1995 i 1996, Copa Libertadores 1995 oraz Recopa Sudamericana 1995.
Dobra gra zaowocowała transferem do Europy do Sportingu. Była to nieudana przygoda, gdyż po rozegraniu zaledwie 5 spotkań Carlos Miguel powrócił do Brazylii do São Paulo FC. W klubie z São Paulo grał przez cztery lata i zdobył mistrzostwo stanu São Paulo – Campeonato Paulista w 1998 i 2000 roku.
W 2003 powrócił do Gremio. Ostatnim klubem w jego karierze było Corinthians Alagoano Maceió, gdzie zakończył karierę w 2007 roku.

## Kariera reprezentacyjna
Carlos Miguel ma za sobą występy w reprezentacji Brazylii, w której zadebiutował 31 maja 2001 w wygranym 2-0 meczu z reprezentacją Kamerunu podczas Pucharu Konfederacji. Był to udany debiut, gdyż Carlos Miguel w 56 min. meczu zdobył bramkę.
Na turnieju w Japonii i Korei Południowej Carlos Miguel zagrał we wszystkich pięciu meczach z Kamerunem, Kanadą, Japonią, Francją oraz 9 czerwca 2001 z Australią, który był jego piątym i ostatnim meczem w reprezentacji.